# Nanocochlea pupoidea
Nanocochlea pupoidea é uma espécie de gastrópode  da família Hydrobiidae.
É endémica da Austrália.